# كاترين كورنارو
كاثرين كورنارو (بالفينيسية:Caterina Corner؛ باليونانية:Αικατερίνη Κορνάρο؛ 25 نوفمبر 1454 - 10 يوليو 1510)؛ كانت أخر ملكة قبرص التي حكمتها منذ 26 أغسطس 1474 حتى 26 فبراير 1489، من أجل تمكين جمهورية البندقية للسيطرة إلى قبرص بعد وفاة زوجها جيمس الثاني، صرحت أنها «ابنة القديس مرقص»، وأيضا كانت بين عامي 1472 و1473 ملكة قبرص القرينة أثناء حكم زوجها.

## العائلة
هي ابنة النبيل ماركو كورنارو كان أحد الفرسان في الإمبراطورية الرومانية المقدسة، وأيضا هي حفيدة ماركو كورنارو، دوغ البندقية، ووالدتها هي فيورينزا كريسبو؛ عائلتها لها ارتباط طويل في قبرص ولا سيما فيما يتعلق بالتجارة، ففي ابيسكوبي في منطقة ليماسول تدير الأسرة العديد من مصانع السكر، وتصدر المنتجات القبرصية إلى البندقية.

## الزواج والحكم
بعد أن أصبح جيمس الثاني ملك قبرص في 1463كان عليه الزواج؛ ففي 1468 اختار جيمس كاثرين كان هذا الاختيار لإرضاء جمهورية البندقية لتأمين حقوق التجارية والامتيازات أخرى في البلاد، تزوجا في 30 يوليو 1468 في البندقية بالوكالة عندما كانت في الرابعة عشر من العمر، وأخيراً أبحرت إلى قبرص في نوفمبر 1472، وتزوجت جيمس في فاماغوستا. 
توفي جيمس بعد الزفاف بفترة وجيزة بسبب مرض مفاجئ، كانت كاثرين في ذاك الوقت حاملاً، وبذلك أصبحت الوصية على ابنها الذي توفي هو أخر قبل ميلاده الأول في أغسطس 1474 يشتبه أنه تم تسميمه من قبل الفينسيين أو أنصار شارلوت الملكة المخلوعة، مساحة المملكة تضاءلت كثيرة منذ فترة طويلة بسبب الصراعات مع الدولة المماليك الرائدة منذ عام 1426، سيطر التجار البندقية على الجزيرة أثناء حكمها الذي امتد طيلة خمسة عشرة سنة، وفي 14 مارس 1489 اضطرت على التنازل وبيع الجزيرة إلى جمهورية البندقية.
وفقاً لـ جورج بوسترونيوس- في 15 فبراير 1489 خرجت الملكة من نيقوسيا للذهاب إلى فاماغوستا لمغادرة الجزيرة، كانت ذاهبة إلى ظهر الخيل مرتدية عباءة سوداء حريرية بصبحة السيدات والفرسان؛ وعينيها لم تقف من درف الدموع أثناء مسيرة الموكب، وأيضا الناس فعلوا المثل بدرف الكثير من الدموع.
بعد إطاحة بها في فبراير، اضطرت إلى مغادرة البلاد في 14 مايو.

## الحياة في وقت لاحق
كانت قبرص أخر الدويلات الصليبية أصبحت الآن مستعمرة فينسية، وكتعويض لها سمح لـ كاثرين بالاحتفاظ بلقب الملكة وأيضا جعلوها ليدي أسولو هي مقاطعة في البندقية، سرعان ما اكتسبت أسولو سمعة أدبية وفنية، توفيت كاثرين في البندقية في 1510.